# Minnie Driver
Minnie Driver (nascida Amelia Fiona Driver; Londres, 31 de janeiro de 1970) é uma atriz, cantora e compositora britânica.

## Biografia
Filha de Ronnie Driver e sua esposa Gyanor. Chamou atenção do público pela primeira vez quando interpretou o papel principal em Circle of Friends. Foi indicada para o Oscar de melhor atriz coadjuvante por sua performance no filme de 1997 Good Will Hunting. Também é lembrada pelo papel da Bond Girl Irina, em GoldenEye (1995). Namorou o ator Matt Damon durante as filmagens do filme Gênio Indomável.
Em 2003 e 2004, ela teve um notável papel recorente na série Will & Grace como Lorraine Finster, a vingativa filha do amante de Karen Walker (Megan Mullally), interpretado por John Cleese.
Driver também trabalhou em várias animações, incluindo a versão da Disney de Tarzan, de 1999, e a dublagem da versão inglesa do megahit japonês Princess Mononoke também de 1999.
Em 12 de março de 2007, Driver fez seu retorno à televisão estrelando, junto com Eddie Izzard, em The Riches, do FX Network, sobre uma família de artistas vigaristas vivendo no subúrbio.

## Carreira musical
Driver é filha de pais com ascendência inglesa, irlandesa, escocesa, italiana e francesa. Ela foi criada em Barbados e educada na escola de Bedales, próxima a Petersfield, Hampshire, Inglaterra, e na Academia de Artes Dramáticas Webber Douglas, em Londres. Antes do sucesso como atriz, Driver era membro de uma banda chamada "Puff, Rocks and Brown". A banda chegou a assinar contrato com a Island Records, mas terminou sem nenhum lançamento.
Ela começou um discreto retorno à música em 2000. Em 2004, assinou contratos de gravação com a EMI e a Rounder Records, e se apresentou na SXSW. O produtor canadense Colin Craig auxiliou no lançamento de "Everything I've Got in My Pocket", que atingiu o 34º lugar no Reino Unido, e em um segundo single, "Invisible Girl" que chegou no 68º lugar. O álbum Everything I've Got in My Pocket chegou a ser o 44º nas tabelas britânicas, ultrapassando um grupo que incluia The Wallflowers e a banda de Pete Yorn. Driver escreveu dez das oito canções do álbum e também fez um cover de "Hungry Heart", do álbum The River, de Bruce Springsteen. Em 2004, Minnie Driver fez os shows de abertura do Finn Brothers, durante a parte britânica da turnê do grupo.
Em 2004, Driver interpretou Carlotta Giudicelli no filme O Fantasma da Ópera de Joel Schumacher. Devido aos requerimentos vocais do papel, Driver foi o único membro do elenco a ter a voz dublada. Entretanto, é sua voz real que aparece em Learn to be Lonely, uma canção escrita por Andrew Lloyd Webber especificamente para a versão em filme de seu musical. (é a canção que toca durante os créditos finais do filme).
Driver está lançando seu segundo álbum, intitulado Seastories,  em 17 de julho de 2007. Possui 12 faixas e será produzido por Marc "Doc" Dauer, que também produziu Everything I've Got in My Pocket. O cantor/compositor Ryan Adams e Liz Phair estão entre os colaboradores do álbum.

## Vida pessoal
Ela já manteve relacionamentos com vários de seus colegas de filmagem, incluindo John Cusack, Josh Brolin, e Matt Damon;Também manteve relacionamento por um período com o baterista do Foo Fighters Taylor Hawkins. Circulou o falso rumor de que Driver descobriu que Damon havia terminado com ela quando este anunciou no show de Oprah Winfrey, uma versão dos fatos que tanto Damon quanto Driver negaram repetidamente. Driver estava noiva de Brolin antes do repentino rompimento da relação, em 2001. Segundo ela, seu relacionamento com a madrasta de Brolin, Barbra Streisand, era difícil. Ela também se relacionou com o jogador de tênis Robby Ginepri e o ilusionista Criss Angel. Atualmente ela está namorando o enfermeiro Walton DesPlas.
Driver é fã do Chelsea FC.

## Filmografia
- 1995 - Circle of Friends
- 1995 - GoldenEye
- 1996 - Big Night
- 1996 - Sleepers (Sleepers - A Vingança Adormecida)
- 1997 - Grosse Pointe Blank (Matador em Conflito)
- 1997 - Good Will Hunting (Gênio indomável)
- 1997 - Baggage
- 1997  - The Governess
- 1998 - Hard Rain (Águas Mortíferas)
- 1998 - The Governess
- 1999 - An Ideal Husband
- 1999 - Tarzan (Dublagem)
- 2000 - Return to Me
- 2000 - Beautiful
- 2000 - Slow Burn
- 2000 - The Upgrade
- 2001 - High Heels and Low Lifes
- 2001 - D.C. Smalls
- 2003 - Owning Mahowny
- 2003 - Hope Springs
- 2004 - Ella Enchanted (Uma Garota Encantada)
- 2004 - The Phantom of the Opera (O Fantasma da Ópera)
- 2006 - The Virgin of Juarez (A Virgem de Juarez)
- 2006 - Delirious (Delírios)
- 2007 - Re/Visioned TOMB RAIDER (Re/Visionada Tomb Raider)
- 2010 - Conviction
- 2010 - Barney's Version
- 2011 - Hunky Dory
- 2012 - Goats

## Indicações
Oscar 1998
- Indicada ao Oscar de melhor atriz coadjuvante por sua performance no filme Good Will Hunting.

MTV Movie Awards 1998 (EUA)
- Indicado nas categorias de Melhor Beijo (Matt Damon e Minnie Driver)

### Dublagem de animações
Ela já dublou personagens em três filmes de 1999:
- Princesa Mononoke (versão no idioma inglês)
- South Park: Bigger, Longer & Uncut (interpretando Brooke Shields)
- Tarzan
- ReVisioned
- The Simpsons Movie (em uma cena cortada do filme)

### Outras aparições
Minnie Driver dublou a voz da protagonista Anne, no jogo para PC  Jurassic Park: Trespasser.
No filme de James Bond GoldenEye, ela apareceu como Irina, uma aspirante a cantora country e amante do informante russo Valentin Zukovsky (Robbie Coltrane), apresentando-se no bar de Zukovsky em São Petersburgo.
Ela também interpretou uma diva transexual da Playboy diva em Knowing Me, Knowing You... with Alan Partridge; uma jovem tenista em The Day Today; uma policial agressiva, junto com Dawn French em um episódio de 1996 de Murder Most Horrid; e apareceu como ela própria na quinta série de Absolutely Fabulous.
Atualmente (2007) ela estrela a série The Riches, da FX Network, no papel de Dahlia Malloy, e irá dublar Lara Croft na série online Revisioned .